# Biq‘at Yavne'el
Biq‘at Yavne'el (hebreiska: Biq‘at Yavne’el, בקעת יבנאל, Biq’at Yavne’el) är en dal i Israel.   Den ligger i distriktet Norra distriktet, i den nordöstra delen av landet.